# Those People
Those People là một bộ phim tình cảm lãng mạn của Mỹ năm 2015, được viết và đạo diễn bởi Joey Kuhn và có sự tham gia của Jonathan Gordon, Jason Ralph và Haaz Sleiman. Dàn diễn viên cũng bao gồm Britt Lower, Meghann Fahy, Chris Conroy, Allison Mackie và Max Jenkins.
Those People đã được phát hành tại thành phố New York và Los Angeles vào tháng 5 năm 2016. Bộ phim đã được đề cử cho Phim xuất sắc - Phát hành giới hạn tại Giải thưởng truyền thông GLAAD lần thứ 28 vào năm 2017.
Kuhn đã mô tả bộ phim được lấy cảm hứng từ trải nghiệm của chính mình khi yêu người bạn thân nhất của mình ở trường đại học, cũng như niềm đam mê với câu chuyện về con trai Mark của Bernie Madoff, người đã tự tử hai năm sau đó bắt cha.
Trong thời gian diễn ra liên hoan phim, bộ phim đã giành giải thưởng Khán giả dành cho Phim truyện xuất sắc tại 2015 NewFest: Liên hoan phim đồng tính nữ, đồng tính nam, song tính và chuyển giới ở New York cũng như giải thưởng Khán giả cho Phim truyền hình hay nhất Hoa Kỳ đầu tiên tại 2015 Outfest Film Festival.

## Nội dung
Charlie (Jonathan Gordon), một sinh viên nghệ thuật trẻ đến từ New York, được người bạn thân nhất của anh là Sebastian (Jason Ralph) yêu cầu chuyển đến căn hộ của anh ta khi anh ta đối phó với chứng trầm cảm và sự khinh miệt công khai sau người cha tài chính giàu có của anh ta Dick (Daniel Gerroll) bắt giữ đối với tội phạm cao cấp cổ áo trắng cáo buộc hình sự. Mẹ của Charlie cho rằng đây là một ý tưởng tồi tệ do tình cảm lãng mạn một chiều mà anh ấy dành cho Sebastian. Trong một đêm đi chơi với Sebastian và một nhóm bạn khác, Charlie  gặp gỡ và tán tỉnh với nghệ sĩ dương cầm gốc Lebanon, Tim (Haaz Sleiman). Hai người hấp dẫn lẫn nhau, nhưng khi Sebastian bị từ chối phục vụ tại quán bar vì những tội lỗi của cha anh ấy, cả nhóm đột ngột rời đi. Trên đường trở về căn hộ của Sebastian, họ bị các tay săn ảnh đuổi theo. Các sự kiện diễn ra trong đêm này đã làm trầm trọng thêm trầm cảm của Sebastian.
Charlie và một vài người bạn của anh ấy tham dự một buổi hòa nhạc cổ điển và nhận ra Tim là nghệ sĩ piano. Sau buổi diễn, Charlie và Tim dành cả đêm để nói chuyện và chia sẻ một nụ hôn, bắt đầu một mối quan hệ khiến Charlie bắt đầu bỏ bê Sebastian. Tim sớm tuyên bố tình yêu dành cho Charlie, nhưng cảm nhận được Charlie đang kìm nén cảm xúc của mình dành cho Sebastian, Tim chia tay anh. Trong một bữa tiệc Halloween, Charlie chán nản khi chia tay nhưng lại cố gắng biểu hiện tình cảm của bình tới Sebastian bằng một nụ hôn. Nhưng sau đó Sebastian lại cười để cố gắng làm lơ đi chuyện đó. Sau đêm đó, Sebastian đã mang một chàng trai về nhà, điều đó làm Charlie buồn, bởi vì anh vừa tuyên bố tình cảm của mình với Sebastian. Họ bắt đầu một cuộc  quan hệ tình dục ba người theo đề nghị của chàng trai mà Sebastian dẫn về cùng, nhưng Sebastian cảm thấy khó chịu và bỏ đi, sau đó Charlie cũng bảo anh chàng kia rời đi. Sebastian từ chối Charlie, nói rằng nó sẽ hủy hoại tình bạn của họ. Charlie dọn đồ rời khỏi nhà của Sebastian và quay trở lại hẹn hò với với Tim.
Tim được mời làm một công việc mơ ước với tư cách là nghệ sĩ piano cho Bản giao hưởng San Francisco, điều này sẽ đòi hỏi một động thái mà anh ấy yêu cầu Charlie cùng thực hiện. Sebastian đến thăm cha mình trong tù và cha của anh ta bảo anh ta tiếp tục tội ác của mình, điều đó khiến Sebastian từ chối cha mình sau một cuộc cãi vã. Cha anh treo cổ trong phòng giam. Charlie cố gắng không nhắc tới việc anh ấy rời New York tới Sebastian trong một bữa tối căng thẳng với bạn bè và Tim. Nhưng sau một hồi căng thẳng, Charlie đành phải tiết lộ. Tin tức khiến Sebastian đứng trên ban công căn hộ của mình chuẩn bị tự tử. Charlie cố thuyết phục Sebastian nhưng những hành động này đã vô tình tổn thương Tim và vì thế Tim lại chia tay Charlie bởi vì anh tin rằng Charlie sẽ không bao giờ quên được Sebastian. Sebastian chuyển đến cùng với Charlie và mẹ và bắt đầu dần hồi phục. Vào đêm trước rời đi của Tim ở San Francisco, Sebastian gọi anh ấy. Tim và Charlie dành thêm một đêm nữa và một phần với những nỗi buồn nhưng họ lại nói bằng những lời lẽ đẹp đẽ, thừa nhận đó không phải là thời điểm đẹp để họ đến với nhau mặc dù tình cảm của họ dành cho nhau là thật. Một thời gian sau Sebastian chuẩn bị rời New York để có một khởi đầu mới, và bộ phim kết thúc với một người bạn nữa tụ tập khi Sebastian và Charlie nâng cốc tình bạn của họ với phần còn lại của nhóm.

## Diễn viên
- Jonathan Gordon vai Charlie
- Jason Ralph vai Sebastian
- Haaz Sleiman vai Tim
- Meghann Fahy vai London
- Britt Lower vai Ursula
- Chris Conroy vai Wyatt
- Allison Mackie vai Pricilla
- Max Jenkins vai "Dracula"